# 阿克塞尔·容克
阿克塞尔·容克（德語：Axel Jungk，1991年4月13日—），德国男子钢架雪车运动员。他曾代表德国参加2018年和2022年冬季奥林匹克运动会钢架雪车比赛，其中2022年冬季奥运会获得一枚银牌。